# Кинсау
Кинсау (њем. Kinsau) општина је у њемачкој савезној држави Баварска. Једно је од 31 општинског средишта округа Ландсберг ам Лех. Према процјени из 2010. у општини је живјело 1.007 становника. Посједује регионалну шифру (AGS) 9181129.

## Географски и демографски подаци
Кинсау се налази у савезној држави Баварска у округу Ландсберг ам Лех. Општина се налази на надморској висини од 664 метра. Површина општине износи 11,4 km². У самом мјесту је, према процјени из 2010. године, живјело 1.007 становника. Просјечна густина становништва износи 88 становника/km².